# ドクター・イェン・シン
ドクター・イェン・シン(Dr.Yen Sin）は、1936年にポピュラー・パブリケイションズ(Popular Publications)社から出版された短命なパルプ・マガジン、およびそこでフィーチャーされたメインキャラクターの名前である。

## 書誌情報
同誌は同じ出版社から刊行されていた「ミステリアス・ウー・ファン(Mysterious Wu Fang)」誌という類似誌に代わって刊行され、1936年2月に終刊した。
ウー・ファンとイェン・シンのどちらのキャラクターも、フー・マンチュー型のイエロー・ペリル（黄禍）・ヴィランであった。
ドクター・イェン・シンが登場するのは、1936年5月/6月号、1936年7月/8月号、1936年9月/10月号の3つの号である。
各々の号は、ドナルド・E・キーホー(Donald E. Keyhoe、退役少佐、後に「空飛ぶ円盤は実在する(Flying Saucers Are Real)」という記事の著者として有名になる)によるものを含むリード・ストーリーからはじまる体裁であった。
3つの小説のタイトルは、以下の通り（年代順）。
- The Mystery of the Dragon's Shadow
- The Mystery of the Golden Skull
- The Mystery of the Singing Mummies

第1作はローバー・ワインバーグの「パルプ・クラシックス(Pulp Classics)」9号（1975年）で、また第2、第3作はそれぞれ「ハイ・アドベンチャー(High Adventure)」32号（1997年）、39号（1998年）で再版された。

## キャラクター
ドクター・イェン・シン
「黄色博士」あるいは「見えない天皇」と呼ばれる。東洋の神秘主義と西洋の最新科学装置を結合して悪魔的な効果を上げる才能を持っている。みずからの悪を成すために、吹き矢、インド人の暗殺者(Dacoit stranglers）、殺人光線、科学研究所などを利用する。
マイケル・トレイル (Michael Traile）
ドクター・イェン・シンに対抗する存在。脳外科手術の失敗のため通常の睡眠をとることができず、生命力を再充電するために周期的なヨガの眠り（緩和セッション）を必要とする。